# Zahra Kazemi
Zahra Kazemi-Ahmadabadi (Shiraz, 30 novembre 1948 – Teheran, 10 luglio 2003) è stata una giornalista e fotografa iraniana.

## Biografia
Naturalizzata canadese, aveva lavorato in Africa, America Latina, Medio Oriente, territori palestinesi, Iraq e Afghanistan.
Il 23 giugno 2003 viene arrestata dalle autorità iraniane per aver scattato delle fotografie davanti alla prigione di Evin.
In seguito alle torture subite in carcere, muore il 10 luglio all'ospedale Baghiatollah di Teheran.
Le autorità iraniane inizialmente negano le violenze, che vengono poi ammesse il 16 luglio. Ogni richiesta di rimpatrio della salma in Canada è stata ignorata.
Frettolosamente seppellita a Shiraz il 23 luglio contro la volontà del figlio, Stéphan Hachemi, che viveva in Canada.
Reporter senza frontiere l'anno successivo dichiara: "Un anno dopo questo dramma, continuiamo ad esigere il rimpatrio del corpo di Zahra Kazemi in Canada, come richiesto da suo figlio, affinché possa essere eseguita un'autopsia indipendente. Noi temiamo che questo crimine, che coinvolge le più alte autorità iraniane, resti impunito e che venga condannato un capro espiatorio per porre fine a questo caso imbarazzante per il regime. Speriamo che il processo, che riprenderà il 17 luglio prossimo, possa fare piena luce su questa morte e che la sezione canadese della nostra organizzazione, in attesa di ricevere i visti da tempo richiesti, possa assistere come osservatore. Noi chiediamo alle autorità iraniane di consentire agli avvocati di Zahra Kazemi di istruire un dossier nel rispetto della Costituzione iraniana e delle regole internazionali".
Conservatori e riformisti si scambiano accuse sulla responsabilità, che viene alla fine addebitata a Mohammad Reza Aghdam Ahmadi, agente dei servizi segreti.